# 佩里·基特琛
佩里·基特琛（英語：Perry Kitchen；1992年2月29日—）是一位美國足球運動員。在場上的位置是防守型中場。他也代表美國國家足球隊參賽。